# Südostasienspiele 2005
Die 23. Südostasienspiele fanden vom 27. November bis 5. Dezember 2005 in der philippinischen Hauptstadt Manila statt.

## Sportarten
Bei den 23. SEA Games in Manila hatten die Spiele die größte Anzahl an sportlichen Ereignissen seit Bestehen der Spiele. Es wurden 36 Sportarten in 393 Veranstaltungen ausgetragen und 1461 Medaillen vergeben.
- Arnis³
- Badminton
- Baseball°
- Billard¹
- Bodybuilding¹
- Bogenschießen
- Boxen
- Bowling¹
- Bowls³
- Drachenbootrennen¹
- Gewichtheben
- Kanu und Kayak
- Leichtathletik
- Fechten
- Fußball
- Golf¹
- Gymnastik
- Judo
- Karate¹
- Muay Thai²
- Pencak Silat²
- Pétanque²
- Radsport
- Reiten
- Rudern
- Schach¹
- Schießen
- Segeln
- Sepak Takraw¹
- Softball°
- Squash¹
- Taekwondo
- Tanzen³
- Tennis
- Tischtennis
- Triathlon
- Volleyball
- Ringen
- Wassersport
- Wushu¹

¹ – keine offizielle olympische Sportart

² – nur während der SEA Games ausgetragen

³ – weder eine olympische noch ein Südostasienspiele-Sportart, sondern nur vom Gastgeberland vorgestellt.

° – eine frühere olympische Sportart, von früheren Gastgebern nicht ausgetragen und vom Gastgeberland wieder eingeführt.

## Teilnehmende Länder
| Nation   | Nation      | Athleten | Athleten | Athleten  | Delegierte | Delegierte | Delegierte |
| IOC Code | Name        | Herren   | Damen    | Insgesamt | Herren     | Damen      | Insgesamt  |
| -------- | ----------- | -------- | -------- | --------- | ---------- | ---------- | ---------- |
| BRU      | Brunei      | 88       | 21       | 109       | 109        | 11         | 120        |
| CAM      | Kambodscha  | 62       | 15       | 77        | 41         | 3          | 44         |
| INA      | Indonesien  | 367      | 266      | 633       | 315        | 89         | 404        |
| LAO      | Laos        | 66       | 9        | 75        | 60         | 6          | 66         |
| MAS      | Malaysia    | 281      | 134      | 415       | 220        | 81         | 301        |
| MYA      | Myanmar     | 192      | 140      | 332       | 154        | 34         | 188        |
| PHI      | Philippinen | 454      | 289      | 743       | 221        | 87         | 308        |
| SIN      | Singapur    | 195      | 168      | 363       | 216        | 75         | 291        |
| THA      | Thailand    | 389      | 288      | 677       | 221        | 47         | 268        |
| TLS      | Osttimor    | 24       | 9        | 33        | 13         | 2          | 15         |
| VIE      | Vietnam     | 360      | 292      | 652       | 254        | 60         | 314        |
|          | Insgesamt   | 3213     | 2159     | 5336      | 1824       | 495        | 2319       |

## Thema
Das Thema der XXIII. Südostasienspiele lautete: „Eine Herkunft, ein Südostasien“ und sollte als Zeichen dafür dienen, dass die Südostasiaten enger zusammenarbeiten müssten, um erfolgreich zu werden.

## Austragungsorte

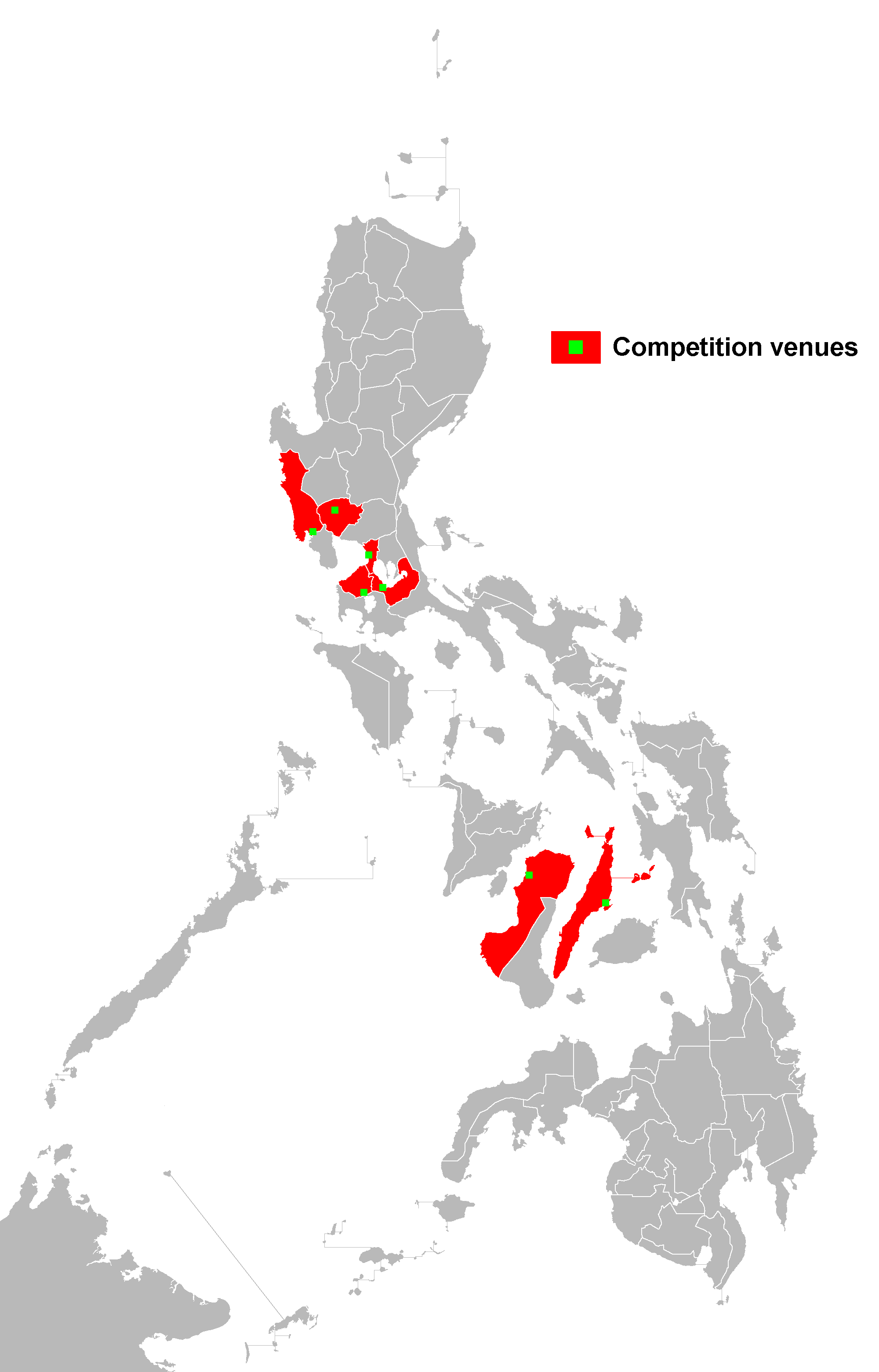
Gastgeberstädte der Südostasienspiele 2005.

Metro Manila diente als Hauptaustragungsort der Spiele, obgleich viele Disziplinen in Bacolod, Cebu, Los Baños und Canlubang, in Laguna, Tagaytay in Cavite, Angeles City in Pampanga, Subic-Bucht und der Freihandelszone Zambales stattfanden.

### Wettbewerbsaustragungsstätten
| - Alabang Country Club - Amoranto Velodrome - Luxur Place, Bacolod Convention Center - Cebu Coliseum - Cuneta Astrodome - Danao-Ramon Durano Sports Complex - Emilio Aguinaldo College - GSIS Theater - Hidden Vale Sports Club - La Mesa Dam Water Park - Makati Coliseum | - Mandaue Coliseum - Manila Golf Club - Marikina Sports Complex - Paglaum Sports Complex - Panaad Stadium - Pasig Sports Center - Pearl Bowling Center - PhilSports Arena - PNSA Clay Target Range - Fort Bonifacio\|PSC-PNSA Shooting Range BNS Fort Bonifacio | - Rizal Memorial Sports Complex - Rosario Sports Complex - San Andres Gymnasium - Subic Bay Yacht Club - Tagaytay City Convention Center - The Country Club Canlubang - Trace College\|Trace College Los Baños - University of San Carlos - University of St. La Salle - Waterfront Hotel - West Negros University |

### Nichtwettbewerbsaustragungsstätten
- Philippine International Convention Center (Phil. Organisationskomitee und Pressezentrum)
- Century Park Hotel (Internationales Medienzentrum)
- Cebu City Sports Complex (Cebu Organisationskomitee und Voreröffnungskomitee)
- Negros Occidental Activity Center (Bacolod-Negros Organisationskomitee)
- Rizal Park (Eröffnungs- und Schlusszeremonie)
- Ninoy Aquino International Airport
- Mactan-Cebu International Airport
- Bacolod City Domestic Airport
- Subic Bay International Airport

## Medaillenspiegel
| Platz | Land        | G   | S  | B   | Gesamt |
| ----- | ----------- | --- | -- | --- | ------ |
| 1     | Philippinen | 113 | 84 | 94  | 291    |
| 2     | Thailand    | 87  | 78 | 118 | 238    |
| 3     | Vietnam     | 71  | 68 | 89  | 228    |
| 4     | Malaysia    | 61  | 50 | 64  | 175    |
| 5     | Indonesien  | 49  | 79 | 89  | 217    |
| 6     | Singapur    | 42  | 32 | 55  | 129    |
| 7     | Myanmar     | 17  | 34 | 48  | 99     |
| 8     | Laos        | 3   | 4  | 12  | 19     |
| 9     | Brunei      | 1   | 2  | 2   | 5      |
| 10    | Kambodscha  | 0   | 3  | 9   | 12     |
| 11    | Osttimor    | 0   | 0  | 3   | 3      |